# Parramatta (lepidópteros)
Parramatta é um gênero de mariposa pertencente à família Crambidae.